# Grand Island (New York)
Pour les articles homonymes, voir Grand Island.
Grand Island ou La Grand Île (en seneca Gawenot) est une ville et une île du comté d'Érié dans l'État de New York, aux États-Unis.
La Grand Île est la plus grande de la rivière Niagara.
Elle est proche de la frontière internationale avec le Canada, mais elle n’y est reliée par aucun pont, ni par ferry.